# Smrt

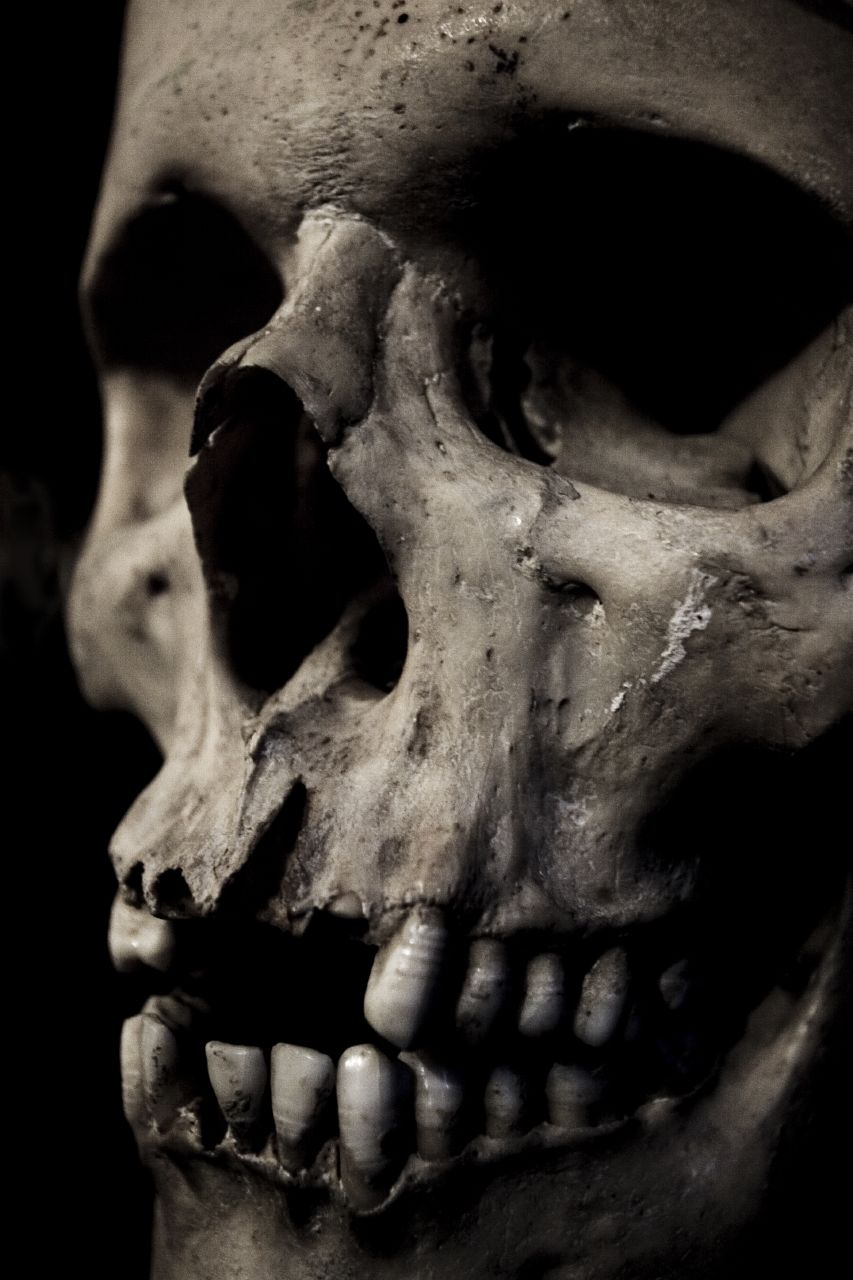
Lidská lebka, běžně používaná jako symbol smrti

Smrt (též úmrtí, skon, latinsky exitus) je z biologického a lékařského hlediska zastavením životních funkcí v organismu spojené s nevratnými změnami, které obnovení životních funkcí znemožňují. Smrt je stav organismu po ukončení života, úplná a trvalá ztráta vědomí. Umírání je postupný proces, na jehož konci je smrt. Smrt nelze zaměňovat s umíráním, neboť umírání je jedna z fází života organismu.
Smrt nastává u každého živého organismu v jiném věku a ve většině případů ji nelze dopředu přesně určit. Nicméně délka života je charakteristická pro každý druh organismu; vychází z jeho genetického základu, ale poměrně výrazně ji ovlivňují i vnější okolnosti. Průměrná délka života u člověka se stále prodlužuje – díky kvalitnější zdravotní péči, hygieně a zdravějšímu životnímu stylu.

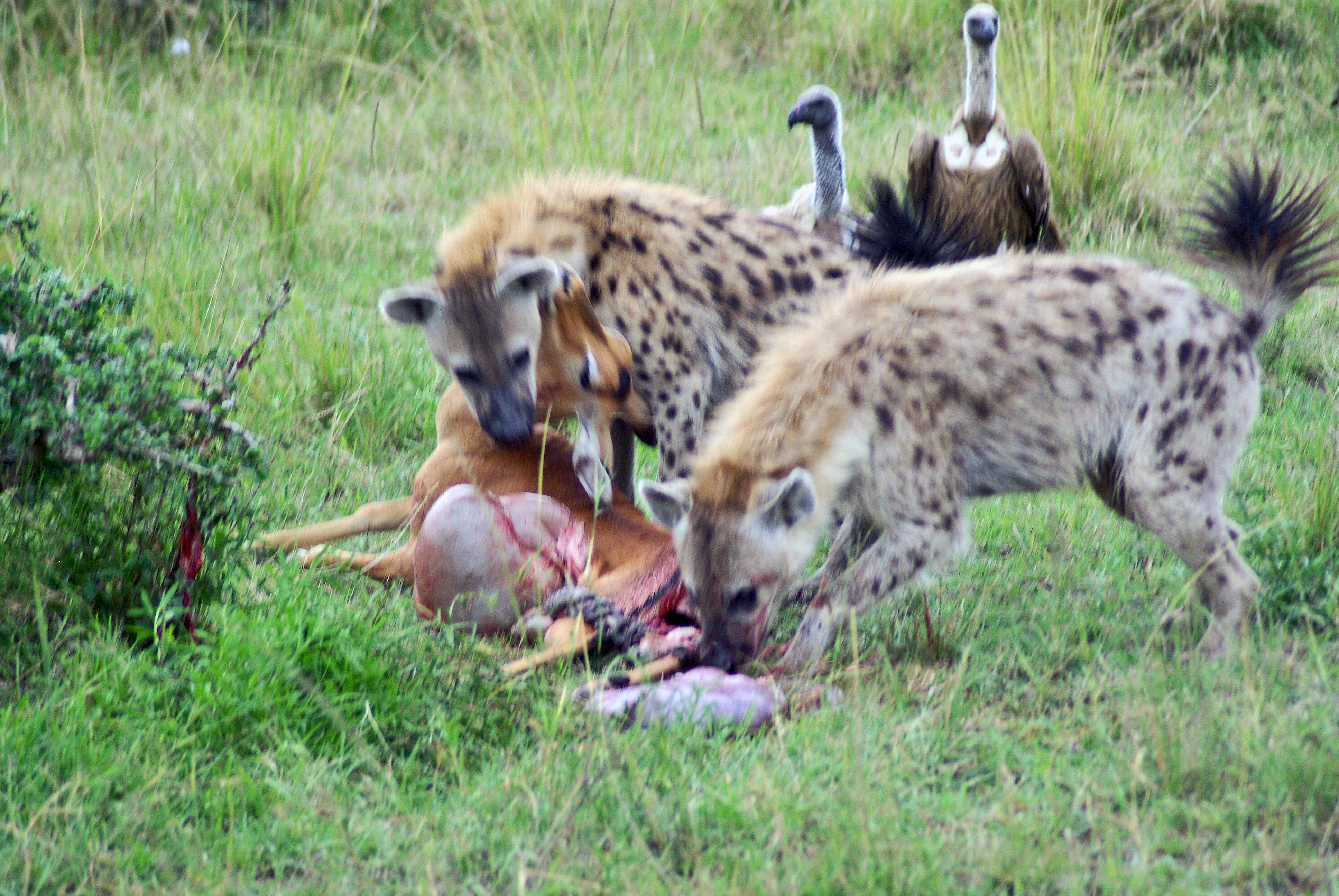
Hyeny požírají mrtvou impalu

To, co má smrtelné následky (např. určitá dávka jedu, nevhodný léčebný postup atd.), se označuje jako letální, tedy smrtelné. Věda zabývající se umíráním a smrtí se nazývá thanatologie. Usnadněním umírání se zabývá paliativní péče.

## Významy pojmu smrt
V běžné mluvě se pojem smrt používá prakticky výhradně ve vztahu k celému organismu, ale v přírodních vědách a lékařství se běžně lze setkat například s pojmem buněčná smrt, kde se slovo smrt vztahuje k části organismu. Zastavení životních funkcí, které lze ještě včasným vhodným zásahem zvrátit, se nazývá klinická smrt. Pojem smrt se užívá také v přeneseném významu pro zánik – kultury, politického systému, živočišného druhu apod.
Expirace jako „poslední vydechnutí“ znamená v lékařství smrt, která se projevuje mimo jiné i zástavou dýchání. Podobně také exitus.

## Diagnostika smrti
Dříve se smrt diagnostikovala na základě zástavy dechu a srdečního tepu a i dnes se těchto ukazatelů používá nejčastěji. Podstatný rozdíl je ovšem v tom, že oproti dřívějšku víme, že zástava dechu a srdce nemusí být definitivní, takže se smrt na základě těchto ukazatelů určuje teprve, když je lékař přesvědčen, že dané funkce nelze obnovit. Pokud neexistují jiné významné okolnosti prokazující úmrtí, je na místě pokus o obnovení obou funkcí (viz kardiopulmonální resuscitace, zástava srdce a zástava dechu).
Z těchto a jiných důvodů se zavedl termín mozková smrt, jež je definovaná jako nevratné vymizení všech funkcí celého mozku. Za normálních okolností mozek odumírá během několika málo minut po zastavení dýchání nebo srdečního tepu, ale v případě, že je člověk podchlazen (například v ledové vodě), může se mozková smrt oddálit. Jsou zaznamenány případy, kdy byl za těchto okolností topící se člověk oživen až po 20 minutách, aniž by to zanechalo nějaké následky.
Vzhledem k tomu, že různé negativní vlivy (např. hypoxie, otřes mozku) postihují nejdříve vývojově mladší části mozku (šedou kůru mozkovou), může dojít k tzv. apalickému syndromu, kdy ani EEG nezaznamenává žádné mozkové vlny, a přesto hluboká životně důležitá mozková centra stále fungují. Proto se pro stanovení mozkové smrti vyšetření EEG doplňuje ještě např. vyšetřením kmenových evokovaných potenciálů, které zaznamenávají např. funkčnost sluchových drah na úrovni mozkového kmene (BAEP).
Člověk může být tedy právně prohlášen za mrtvého na základě zástavy srdce, dechové zástavy, zjištěním dilatace (rozšíření) zorniček nereagujících na světlo či diagnózou mozkové smrti.
Informační teorie používá termín informačně teoretická smrt pro stav, kdy není možné žádnými přístroji obnovit či zachovat život a u dané osoby není možno obnovit mysl a osobnost.

### Smrt z právního hlediska
V české legislativě je smrt definována pouze v ustanovení § 2 písm. e) zákona č. 285/2002 Sb., o darování, odběrech a transplantacích tkání a orgánů a o změně některých zákonů (transplantační zákon):
Pro účely tohoto zákona se rozumí […] smrtí nevratná ztráta funkce celého mozku, včetně mozkového kmene

§ 10 odst. 3 téhož zákona pak dále stanovuje, že:
Smrt [§ 2 písm. e)] se zjišťuje prokázáním
1. nevratné zástavy krevního oběhu,
2. nevratné ztráty funkce celého mozku, včetně mozkového kmene v případech, kdy jsou funkce dýchání nebo krevního oběhu udržovány uměle (dále jen „smrt mozku“).

Člověk, který je dlouho nezvěstný, nebo který téměř jistě zemřel, ale nelze to prokázat, může být na základě žádosti příbuzných soudně prohlášen za mrtvého.

## Rozdělení smrti podle příčin

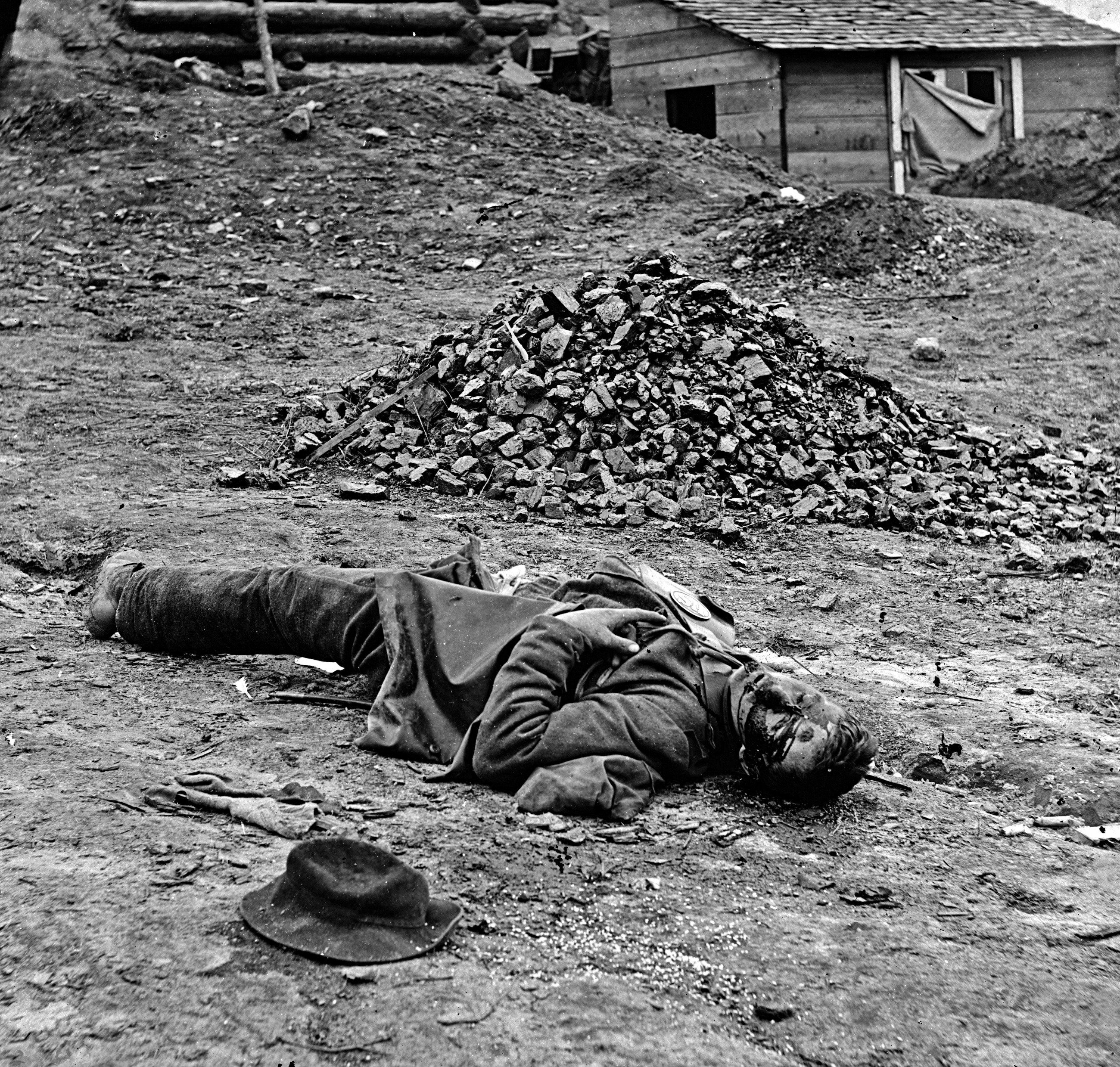
Voják padlý během americké občanské války

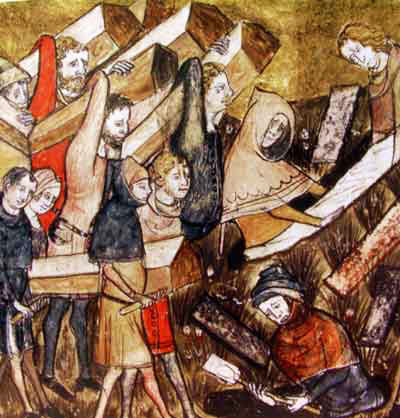
Černá smrt, „The Chronicles of Gilles Li Muisis“ (1272–1352). Bibliothèque royale de Belgique, MS 13076-77, f. 24v.

Příčiny smrti lze rozdělit na následující:
- podlehnutí nemoci
- smrt stářím a sešlostí – zpravidla se označuje jako přirozená smrt[6]
- smrt způsobená vlastní vinou:
  - sebevražda – úmyslné ukončení vlastního života
  - sebezabití – smrt, kterou si člověk sám způsobí nedbalostí, neopatrností, nedopatřením – např. dopravní nehoda, otrava houbami, smrtelný úraz při sportu
  - eutanazie – asistovaná sebevražda, usmrcení na žádost
- smrt v důsledku podmínek neslučitelných se životem:
  - smrt hladem
  - smrt žízní
  - smrt podchlazením
  - udušení
  - utonutí
  - uhoření
  - smrtelný úraz – např. zavalení kamením, zabití padajícím stromem apod.
- smrt způsobená jiným člověkem:
  - zabití – smrt způsobená jiným člověkem
  - vražda – smrt, způsobená úmyslně jiným člověkem; pokud smrt způsobí člověku zvíře (byť úmyslně), hovoříme spíše o zabití než vraždě
  - poprava – vykonání rozsudku trestu smrti
- smrt způsobená zvířetem (predátor, parazit, bránící se živočich), rostlinou (otrava)

Je zřejmé, že jednotlivé způsoby úmrtí mohou někdy poněkud splývat – závažným problémem je odlišení vraždy (úmyslné zabití) od zabití (neúmyslné), nicméně někdy není ani snadné rozlišit, kdy si člověk smrt způsobil neopatrností a kdy byla způsobena vnějšími příčinami, rovněž eutanazie se někdy může blížit vraždě, ve válce zabití a vražda taktéž splývají atd. Stává se také, že organizmus umírá na kombinaci několika faktorů. Pokud člověk zemře bez předchozích příznaků a z příčin, které mají původ uvnitř těla, označuje se to jako náhlá smrt.
V Česku každoročně zemře v důsledku nemoci přibližně 60 tisíc lidí, v důsledku nehody (včetně dopravních) přes 1500 lidí a sebepoškozením přes 600 lidí.

### Stárnutí
Stárnutí je poměrně běžnou příčinou smrti u člověka, ačkoliv u ostatních druhů je tento důvod spíše v menšině. Vymezit stárnutí není lehké. Obvykle se tento proces definuje jako proces, kdy se zvyšuje riziko smrti. Z tohoto pohledu stárnutí začíná u člověka již po konci puberty.
Existuje více hypotéz vysvětlujících stárnutí. Příkladem je teorie, že se v průběhu života nahromaďují mutace v buňkách, nebo teorie, že se množením buněk v těle postupně opotřebují telomery na konci chromozomů.

## Význam smrti
Z biologického hlediska je hlavní funkcí smrti odstranění opotřebovaných organismů a uvolnění životního prostoru nastupující generaci.
Smrt má výrazný sociální význam v lidské společnosti, např. v rodině vede smrt jednoho z členů k novému uspořádání její struktury a funkcí jejích členů – např. nejstarší syn částečně nahradí zemřelého otce apod.
Chorobný strach ze smrti se nazývá thanatofobie, strach z mrtvol je nekrofobie.

## Oznámení smrti
Smrt jako významná událost bývá různými způsoby oznamována příbuzným, známým i lidem z širokého okolí. Dnes je smrt nejčastěji oznámena vyvěšením a rozesláním tzv. parte, oznámení o úmrtí, které pořizuje rodina zemřelého. V minulosti se po smrti člověka nechalo vyzvánět zvonem – umíráčkem. Podle délky a frekvence zvonění se přitom dalo určit, jak významná osoba zemřela, například při úmrtí panovníka se zpravidla vyzvánělo všemi kostelními zvony zároveň. K úkolům zvoníka také patřilo napsat jméno zemřelé osoby křídou na tabulku, vyvěšenou na kostelní věži – jednalo se tedy vlastně o předchůdce dnešních parte.
Kromě vyzvánění všemi zvony se smrt významné osoby ohlašuje i jinými způsoby, například vyvěšením černé vlajky nebo stažením vlajky na půl žerdi. Ke vzpomínce na mrtvé se někdy drží tzv. minuta ticha.

### Pohřeb
Jako pohřeb se označuje rituál posledního rozloučení se zemřelým člověkem, symbolické vymezení jeho odchodu ze společnosti. Přestože každé náboženství a kultura mají pohřební ceremoniál a pohřební zvyky odlišné, v některých rysech se navzájem podobají – například většinou se nějakým způsobem poukáže na to, co zemřelého přetrvá (jeho potomci, jeho dílo, jeho nesmrtelná duše).

## Náhledy na smrt
Smrt může být v závislosti na světonázoru posuzujícího ukončením života nebo jeho proměnou. Pohled na smrt se liší jak dobově, tak teritoriálně, v závislosti na výchově, víře i životní filozofii každého jedince. Religiozita jedince snižuje obavy ze smrti . Některé práce však tento fenomén zpochybňují. Ve společnostech, kde žije v jedné domácnosti více generací a smrt člena rodiny je tedy běžnější událost, bývá přístup ke smrti celkem vyrovnaný, bývá chápána jako nutná součást života. V moderní společnosti je smrt do značné míry tabuizována, zpravidla chápána tragicky a očekávána s obavami.
Jednotlivé náboženské a někdy i filozofické systémy mají obvykle velice důkladně a konzistentně rozpracovány představy o tom, co smrt znamená pro lidské bytí a jaký je další osud duše dotyčného – pokud připouštějí, že něco jako nesmrtelná duše vůbec existuje. Pro mnohá náboženství je ostatně příprava člověka na smrt a její „vysvětlení“ jejich hlavních funkcí.

### Posmrtný život
- Prožitek blízké smrti – Oproti předchozím variantám, varianta, ke které je nejvíc důkazů, více či méně hodnověrných, tedy z hlediska teoretického ta nejvíce podložená. Obvyklými jevy je pocit intenzivního míru, lásky či jednoty se vším ostatním, vize intenzivního světla či světelné bytosti, setkání se zemřelými blízkými, zpětný pohled na prožitý život či přítomnost hranice, zpoza které se nelze vrátit. Též se objevují mimotělní zážitky, kde dotyčný sleduje své vlastní tělo a jeho okolí. Většina těchto popisů bývá přesná, existují i případy, kdy dotyčný tímto způsobem spatřil neobvyklý předmět nebo událost, která se doopravdy stala (například Al Sullivan, který pozoroval podivný zvyk doktora, který jej měl operovat). Nicméně tyto případy neproběhly v kontrolovaném prostředí a nemohou být brány jako důkaz. Výzkumy, které se snažily tento jev potvrdit pomocí umisťování nezvyklých předmětů do místností, kde by mohlo k podobnému jevu dojít, se většinou setkaly s nedostatkem podobných jevů. Například ve studii AWARE se objevil z 2060 pacientů jediný, který tento zážitek měl a byl schopen jej popsat (většina pacientů zemřela nebo nebyla schopna vypovídat). Jeho popis průběhu událostí byl sice velmi přesný, ale zážitek nastal v místnosti, která nebyla pro tyto účely vybavená. V současné době probíhá projekt AWARE 2, který má skončit v září 2020.

- Jiná forma bytí – Řada náboženských systémů předpokládá existenci nehmotné nesmrtelné duše, která přetrvá smrt a žije dál, obvykle mimo hmotný svět živých. Často se pojí s koncepty nebe a pekla. Tento pohled postulují abrahámovská náboženství (křesťanství, islám, judaismus), buddhismus, taoismus. Smrt je zde pouze odchodem z tohoto světa, často za lepší a krásnější částí života. V pojetí některých křesťanských směrů se člověk po smrti dočká spravedlivého rozsudku podle svých činů.

- Reinkarnace – Zejména podle východních náboženství může docházet k reinkarnaci, tj. převtělení duše zemřelého do nového těla, buď člověka nebo jiného živého organismu. Podle některých reinkarnace do lidského těla nastává až po určité době strávené na určitých místech (nebe, peklo) v závislosti na karmě)[12]. Také hovoří o konečném osvobození (mókša) zasloužilé duše z tohoto procesu (samsára). Ohledně reinkarnace probíhá i výzkum zaměřený na spontánní „vzpomínky“ z minulých životů, se kterým začal Ian Stevenson, zakladatel Division of Perceptual Studies na University of Virginia. Patrně nejznámějším případem je James Leininger a jeho údajný minulý život druhoválečného pilota Jamese Hudsona jr.

### Konec existence
Názor, že smrt zcela ukončuje existenci daného člověka, je typický pro ateistické a materialistické náhledy na svět, které popírají existenci nehmotné nesmrtelné duše. Z tohoto hlediska se po smrti zvyšuje entropie a následuje postupná dekompozice (rozklad) těla.

### Kontinuita existence
Některé filozofické a náboženské směry, například hinduismus, hlásají tzv. „kontinuitu bytí“. Lidskou bytost považují za nehmotnou duši, která nikdy neumírá. To, co je smrtelné, je pouze fyzický obal, schránka, nádoba pro ducha, fyzické tělo. Dle tohoto pohledu člověk není fyzické tělo a nemůže tudíž zemřít. Smrt pak vnímají pouze jako změnu stavu existence a ve vztahu k fyzickému tělu jako „opuštění vozítka“, v němž duch pobýval a působil na fyzické úrovni existence. Následný rozklad fyzického těla po odchodu ducha je pak způsoben postupnou dezintegrací buněk vlivem absence organizující energie ducha.
S podobnými informacemi se můžeme setkat v teosofii, Učení odvěké moudrosti pocházejícího z tibetské větve mahájánového buddhismu, ale také v moderních výzkumech, například v knihách Roberta A. Monroe.
Monroe například uvádí, že kolem čtyřicátého roku věku se mu začaly dít spontánní mimotělesné zážitky, které popisuje jako uvolnění vědomí z fyzického a také z astrálního těla. Prostřednictvím těchto prožitků měl možnost objevit a popsat svět, jenž je mimo fyzickou realitu. Tvrdí, že původ člověka nenašel ve hmotné struktuře fyzického těla, nýbrž ve stavu vědomého energetického bytí, kdy existuje ve formě nezávislého kvanta energie, disponujícího určitými vlastnostmi a schopnostmi. Toto vědomí údajně bez problémů dokáže cestovat vesmírem na velké vzdálenosti a často bývá „přitaženo“ atraktivitou podmínek, které panují na planetě, jako je Země.
Následně může dostat možnost se vtělit do fyzického těla, které obývá až do jeho opuštění. Tento okamžik, který lidé nazývají „smrt“, vnímá spíše jako odložení vysloužilého fyzického obalu, který umožňuje vědomí projevovat se na fyzické úrovni existence. Ovšem život člověka tímto odložením těla podle něj v žádném případě nekončí, nýbrž se přesouvá do nefyzické roviny existence, která je dále jemněji strukturována a připomíná víceúrovňový svět oddělených dimenzí. Zde má lidská bytost v energetické formě řadu dalších možností:
- vzdělávat se v systému škol, které jsou v tomto stavu vedeny dalšími podobnými, často mnohem pokročilejšími bytostmi,
- odejít do jiných hvězdných systémů,
- pobýt v záhrobním světě a odpočinout si před další inkarnací
- okamžitě se opět inkarnovat,
- odejít do vyšší složky vlastní existence (duše)

Dle jeho názoru člověk, jako energetická bytost, však nikdy nezemře, může pouze změnit formu a stav své existence a jinak její podstata zůstává stále stejná.

O kontinuitě života se zmiňuje také Dr. Joel L. Whitton PhD. a Joe Fisher. Provedený výzkum vědomí zahrnoval hypnotické seance, v nichž byli pacienti s obtížnými životními problémy uvedení zkušebně do hypnózy, aby vypovídali, kde problém vznikl. Tímto způsobem údajně došlo k náhodnému objevení existenčního stavu před stávajícím životem. V souvislosti s tím byly odhaleny příčiny současných problémů v některé z předešlých inkarnací pacienta.

## Smrt v mytologii a pověstech
Smrt a posmrtný život bývá důležitou (často i klíčovou) součástí různých mytologií. Potýkají se zejména s těmito otázkami:
- čas smrti – lidé měli zpravidla smrt spojenu s pocity úzkosti, a proto se ji snažili nějakým způsobem oddálit, nebo alespoň zjistit, kdy přesně nastane, kolik člověku ještě zbývá času.
- mechanismus smrti – lidé si zpravidla smrt představovali jako bytost, která oddělí duši zemřelého od jeho těla
- život po životě – mytologie se snaží zodpovědět otázku, co se s duší člověka děje po smrti, v mnoha pověstech se zemřelí mohou za určitých okolností vracet do světa živých

### Čas smrti

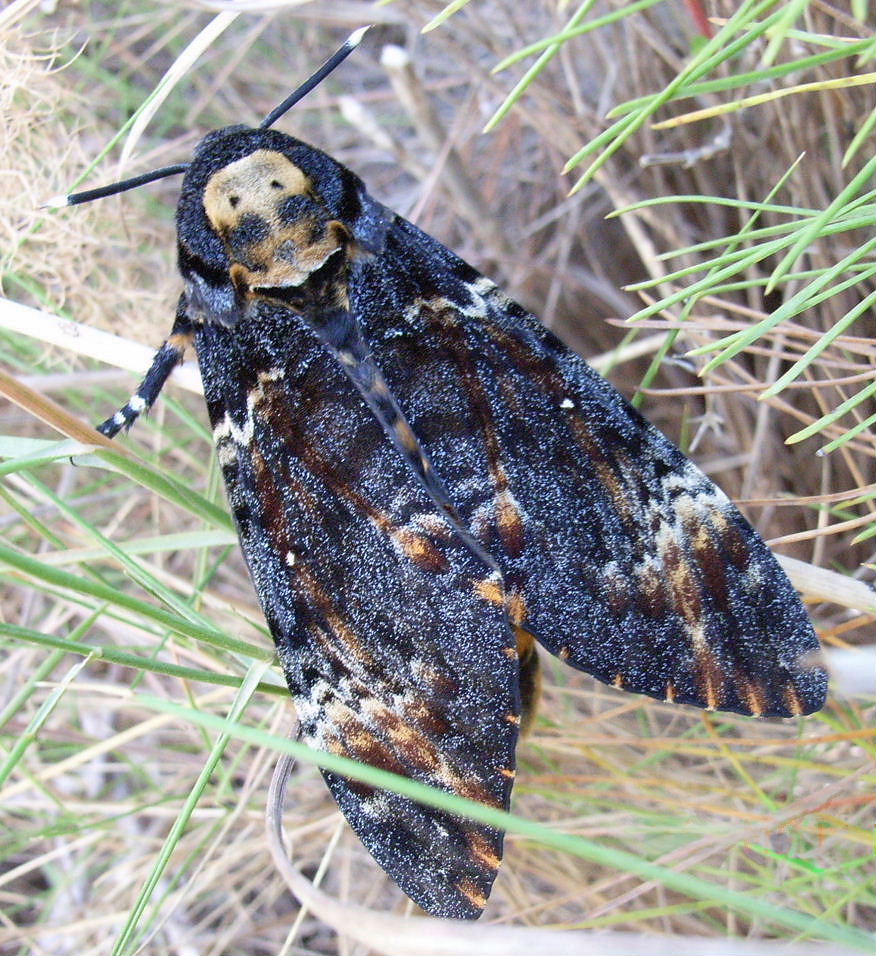
O lišaji smrtihlavovi se lidé domnívali, že přináší smrt

Ve většině kultur panovala víra, že člověk má hodinu smrti dopředu přesně stanovenu. Magickými praktikami pak bylo možné okamžik smrti zjistit. Užívala se k tomu nepřeberná škála technik. Některé příklady:
- sny – sen o černém psu, bílé koze, kalné vodě atd. zvěstuje, že člověk nebo někdo z jeho blízkých zemře
- zvířata – smrt ohlašují některá zvířata: houkání sýčka (lidé říkali, že sýček svým hlasem volá: „Pojď!“, zve lidi do záhrobí), černá kočka přeběhne přes cestu, žluva létá kolem domu, lišaj smrtihlav i jiné můry, havran, vytí psa, bučení dobytka, vrzání červotoče. Když člověk uslyší kukačku, má počítat, kolikrát zakuká – podle toho určí, kolik mu ještě zbývá let. O štědrovečerní půlnoci si domácí zvířata prý lidským hlasem vyprávějí o tom, kdo zemře. Do roka zemře člověk, který poraní nebo zabije hada, žijícího pod prahem domu (věřilo se, že je to přeměněný skřítek, ochránce domácnosti).
- přírodní jevy – padající hvězda, náhlé zhasnutí světla, zvlhlá sůl, padající omítka, bouchnutí na půdě domu. Dítě narozené v pátek 13. prý do roka zemře.
- štědrovečerní zvyky mající určit, kdo do roka zemře – kdo v rozkrojeném jablku najde kříž, kdo si rozlouskne prázdný ořech, lití olova: kdo si ulije rakev, lopatu
- mytické bytosti, jejichž zjevení ohlašuje smrt:
  - bánší (Banshee) – víla z irských pověstí, která prý svým kvílením ohlašuje smrt někoho v domě,
  - bílá paní – duše zemřelého předka, jejíž zjevení ohlašuje smrt někoho ze členů šlechtické rodiny,
  - meluzína – víla z francouzských pověstí, která svým zjevením zvěstuje smrt vlastníka hradu Lusignan.

### Nekrangelie
Nekrangelie (slovo vzniklo složením řeckého νεκρός (nekrós, „mrtvý, zemřelý“) a άγγελος (angelos, „posel“)) se nazývá okultní jev, při němž se umírající osoba nějakým způsobem projeví člověku, zpravidla příbuznému nebo jinak blízkému, a podá mu tak zprávu – buď o svém úmrtí, nebo někdy i jinou důležitou informaci, kterou mu za života nestihla sdělit – kam ukryla poklad, komu odkazuje majetek, kdo nese vinu na její smrti, varuje příbuzného před nebezpečím apod. Nekrangelie může mít celou řadu podob. Příklady jsou:
- Člověku se zastaví hodinky právě v okamžiku, kdy jeho příbuzný zemřel.
- Člověk slyší z dálky hlas umírajícího.
- Ze zdi spadne zrcadlo, a ohlašuje tak úmrtí.
- Fotografie umírajícího náhle zamrká.
- Odmítnutý muž se zjeví na svatbě své vyvolené.
- Člověk slyší v domě tajemnou hudbu.
- Často se nekrangelie projevuje ve snu – člověku se zdá o umírajícím a ten právě oné noci zemře.

### Oddálení smrti
Lidé se snažili smrt oddálit, oklamat, odehnat ji od sebe. Často si život představovali jako hořící svíci – když svíce dohoří, život zanikne. Smrt bylo možno oklamat tak, že si člověk svou svíci prodloužil o svíci někoho jiného.

### Přivolání smrti
Podobně, jako se lidé snažili smrt zahnat od sebe a své rodiny, jindy naopak usilovali přivolat ji na své nepřátele pomocí kletby. Přivolání smrti kletbou a pozvání k božímu soudu se označuje jako thanatobolie. Z historie jsou známy případy, kdy kletba skutečně došla svého naplnění. Zřejmě nejznámější je případ posledního velmistra řádu templářů Jacqua de Molay, který po svém nespravedlivém odsouzení k smrti upálením proklel francouzského krále Filipa IV. a papeže Klementa V. Oba prokletí krátce na to zemřeli.
V českých zemích je nejznámější pověst o vůdci Chodů Janu Sladkém Kozinovi, který údajně uvrhl kletbu na pána Wolfa Maxmiliána Lamingera, že se do roka a do dne setkají u božího soudu. Laminger skutečně za necelý rok nato zemřel. Syndrom thanatobolie se proto někdy označuje také jako lamingerismus.
O totéž se v roce 2000 pokusil pětinásobný český vrah Ivan Roubal, kdy po vynesení rozsudku vyzval soudce na boží soud. Ivan Roubal zemřel v roce 2015.

### Nesmrtelnost

Jin a jang jsou symbolem věčnosti

Jako nesmrtelnost se označuje nemožnost úmrtí, věčný život ve fyzické nebo spirituální formě. V užším smyslu se jako nesmrtelnost označuje nemožnost úmrtí věkem. Nesmrtelnost je pouze hypotetická vlastnost, která prozatím nebyla v praxi prokázána, nicméně se často objevuje v mytologii, pověstech a také v kultuře. Někdy je chápána pozitivně, ale často je věčný život považován za prokletí.

### Personifikace smrti
Lidé si představovali, že duši umírajícího si odnese nějaká bytost – bůh, anděl, nebo jiná mytická bytost. Další bytosti ji pak provázely na cestě do posmrtného života, soudily jeho hříchy, nebo na ni dohlížely v zásvětí. Tyto bytosti se v každé kultuře liší, ale některé prvky jsou podobné.

#### Starověká Indie
Upanišady a další texty uvádějí, že duše jsou odváděny různými průvodci zvanými ativáhika dévatové na různá místa podle jejich individuální karmy. Většinou jim konkrétní místo sdělí bůh smrti a soudce mrtvých Jama, v Číně známý jako Janluo, v Japonsku jako Emma(-ó) či Enma.

#### Starověký Egypt
Egyptským bohem smrti, mumifikace a pohřebišť je Anup, bůh se šakalí hlavou, jeden z nejvýznamnějších egyptských bohů. Později se k němu v mytologii připojil Usir, vládce podsvětí.
Egypťané věřili v pokračování života po smrti. V říši mrtvých vládl bůh Usire (Osiris). V říši mrtvých žije lidská duše dál plnohodnotných životem, ale jen za určitých podmínek.
Slovo mumie je zřejmě arabského původu a znamená asfalt nebo smůla. Po rozšíření tohoto slova se slovo začalo užívat pro nabalzamování těla. Mumifikace byla nedílnou součástí smrti pro každého starého Egypťana. Mumifikace měla dvě podoby, přirozenou a umělou. Bytost pro ně byla součást elementů. Tělo bylo určeno ke smrti. Srdce bylo centrem citů, emocí a racionálního uvažování, bylo také pomyslným vstupem do ráje prostřednictvím vah boha Anupa. Podle Knihy mrtvých je srdce položeno na váhu, na druhé misce je položeno pero, to symbolizuje pravdu a spravedlnost. Pokud bude tělo zemřelého těžší než pero, projeví se tak vina zemřelého.

#### Starověké Řecko
Bohem smrti v Řecku je Thanatos, zobrazovaný jako mladý muž s křídly, který přilétá, aby uhasil pochodeň života. Jeho bratrem – dvojčetem je Hypnos, bůh spánku. Jsou synové bohyně noci – Nyx. Řekové tím vyjádřili jednak představu, že spánek a smrt jsou si podobné, a také fakt, že lidé často umírají v noci během spánku. Jejich sourozencem je také Charón, převozník, který převáží duše zemřelých do podsvětí. Podsvětní říši vládne bůh Hádés. Bránu do podsvětí hlídá strašlivý tříhlavý pes Kerberos.

#### Starověký Řím
Ve starověkém Římě byly bytosti velmi podobné řecké mytologii, jen měly jiná jména. Bohem smrti je Mors, bohem římského podsvětí bůh Pluto.

#### Keltská mytologie
V Irsku podle keltské mytologie je strážcem brány do podsvětí bůh Donn, syn boha Míla. Brána se nachází na skalnatém ostrůvku Tech nDuinn, kde má Donn své sídlo.

#### Severská mytologie
V severské mytologii se rozlišují mrtví, kteří padli v boji, a ti, kteří zemřeli např. stářím nebo nemocí. Z padlých hrdinů jsou vybráni ti nejudatnější valkýrami, které je odnesou do Valhaly – síně padlých, v níž budou čekat na ragnarok, poslední bitvu. Ostatní zemřelí odcházejí do temné říše Helheimu, jíž vládne bohyně Hel. Výjimku představují ještě utopení námořníci, jejichž duše přebývají u bohyně Rán.

#### Slovanská mytologie
Ve slovanské mytologii postavu smrti zosobňovala bohyně Morana. Je prý velmi krásná. Je rovněž vládkyní zimy; na některých vesnicích se dodnes udržuje zvyk „vynášení smrti“, kdy na jaře lidé vyrobí ze slámy a starých hadrů postavu (označovanou jako Morana, Mařena, Smrtholka), kterou pak hodí ze skály nebo z mostu, případně ji spálí v ohni. Je to spojeno s lidovou slavností, která má oslavit příchod jara, v Česku tento zvyk splývá s pálením čarodějnic.
Zvyk vynášení smrti je doložen už od 14. století.

#### Středověk v Evropě

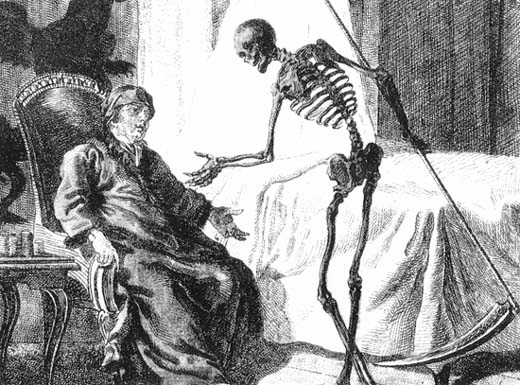
Typická personifikace smrti – kostlivec s kosou

Ve středověku si lidé představovali smrt jako kostlivce s kosou nebo mečem (Smrtka, Smrťák). Není bez zajímavosti, že v některých zemích byl považován spíš za osobu mužského pohlaví (Německo), jinde spíše ženského (české země). Zpodobnění smrti se často objevuje na obrazech tzv. tance smrti (danse macabre), v němž kostlivec-smrt tančí v čele průvodu lidí. Tato a jiná zpodobnění smrti slouží jako memento mori (pamatuj na smrt) – člověk nemá zapomínat na smrt a žít ctnostným životem, aby nezemřel ve hříchu.

### Vracení zemřelých
Osoba, která po smrti nedojde pokoje a vrací se do světa živých, se obecně nazývá revenant (z francouzského revenir, znovu se objevovat), česky se označuje jako nemrtvý nebo oživlý mrtvý. Jednotlivé druhy zjevení pak dostávají označení podle svých projevů – mezi revenanty patří například duch, přízrak, oživlý kostlivec, ohnivý muž (přízrak podvodníka), bludička (nepokojná duše zemřelého) nebo upír, mezi oživlé mrtvé patří také zombie.

### Nekromancie
Pokud se člověk pokouší pomocí magických praktik přivolat zemřelého a vyzvědět od něj nějakou informaci, jde o formu věštění, která se označuje jako nekromancie.

## Smrt v umění
Záležitosti související se smrtí jsou častým motivem strašidelných příběhů, filmových i knižních hororů a tajuplných povídek.

### Personifikace smrti
- Literatura:
  - Terry Pratchett: Zeměplocha – Smrť (zejména knihy Mort, Sekáč, Těžké melodično, Otec prasátek, Zloděj času)
  - J. R. R. Tolkien: Silmarillion – Mandos
  - Robert Fulghum: Od začátku do konce – jedna kapitola se týká úvah o smrti
  - Edgar Allan Poe: Jáma a kyvadlo – některé strašidelné povídky se zabývají smrtí (např. Předčasný pohřeb)
- Film:
  - Ingmar Bergman: Sedmá pečeť – Smrt
  - Martin Brest: Seznamte se, Joe Black
  - Martin Frič: Dařbuján a Pandrhola – Smrťák
  - Vadim Jean: Otec prasátek (filmové zpracování knihy Terryho Pratchetta) – Smrť
  - Vadim Jean: Barva kouzel (filmové zpracování knihy Terryho Pratchetta) – Smrť
  - Monty Python: Smysl života – Smrt
  - John McTiernan: Poslední akční hrdina – Smrt (parodie na Bergmannovu Smrt)
  - Bořivoj Zeman: Honza málem králem
- Divadlo:
  - Divadlo Járy Cimrmana: Posel z Liptákova – pan Smrtka
- Výtvarné umění:
  - Albrecht Dürer: Rytíř, smrt a ďábel

### Ohlášení smrti
- Literatura:
  - J. R. R. Tolkien: Dvě věže – když umíral Boromir, napadený skřety, jeho bratr Faramir slyšel z dálky jeho roh
- Film:
  - Tim Burton: Velká ryba – historka o černé vráně, která zvěstuje smrt; v oku čarodějnice může člověk vidět, jak zemře
  - Gore Verbinski: Kruh – smrt je lidem zvěstována telefonem sedm dní předem